# Talakt
Talakt, även talhandling eller språkhandling, syftar på den handling som utförs med ett språkligt yttrande, till exempel hävda eller fråga. Termen används bland annat inom språkfilosofi (inklusive vardagsspråksfilosofi), funktionell lingvistik och interaktionsanalys. I många språk uttrycks talakten grammatiskt med olika satstyper, vilka på svenskan kongruent uttrycks med olika verbmodus (indikativ eller imperativ), ordföljd eller specifika uttryck.
| Språkhandling        | Kongruent satstyp | Exempel                       |
| -------------------- | ----------------- | ----------------------------- |
| Påstående            | Deklarativ sats   | "Hon går hem nu."             |
| Underställande fråga | Rogativ sats      | "Ska hon gå hem?"             |
| Sökande fråga        | Kvesitiv sats     | "Vem går hem?"                |
| Uppmaning            | Direktiv sats     | "Gå hem!"                     |
| Känslouttryck        | Expressiv sats    | "Vad skönt att han gick hem!" |
| Önskan               | Desiderativ sats  | "Om han bara kunde gå hem!"   |
| Antagande            | Suppositiv sats   | "Tänk om han inte går hem!"   |

Språkhandlingar kan också uttryckas inkongruent, alltså med en annan satstyp än den typiska. Exempelvis kan påståendesatsen "Det drar här inne." eller frågesatsen "Kan du stänga fönstret?" vara avsedd som en artigare uttryckt uppmaning motsvarande "Stäng fönstret!".
Talakten svarar mot yttrandets illokuta funktion, det vill säga avsikten med ett yttrande. Detta kontrasteras mot den lokuta funktionen, yttrandets form, och den perlokuta funktionen, yttrandets effekt. Om person A fryser kan hen alltså säga "Kan du stänga fönstret?" vilket har den lokuta funktionen rogativ sats men den illokuta funktionen uppmaning. Responsen från person B är således den perlokuta funktionen: om person B svarar "Ja." istället för att stänga fönstret uppstår en krock mellan den perlokuta och illokuta funktionen. 
Inom systemisk-funktionell lingvistik ställs fyra grundläggande talakter upp beroende på yttrandets roll (givande eller krävande) och vad som utbyts (information eller varor/tjänster). Övriga talakter betraktas som undergrupper av dessa.
|          | Information | Vara/tjänst |
| Givande  | Påstående   | Erbjudande  |
| Krävande | Fråga       | Uppmaning   |